# قلعه شوباتا

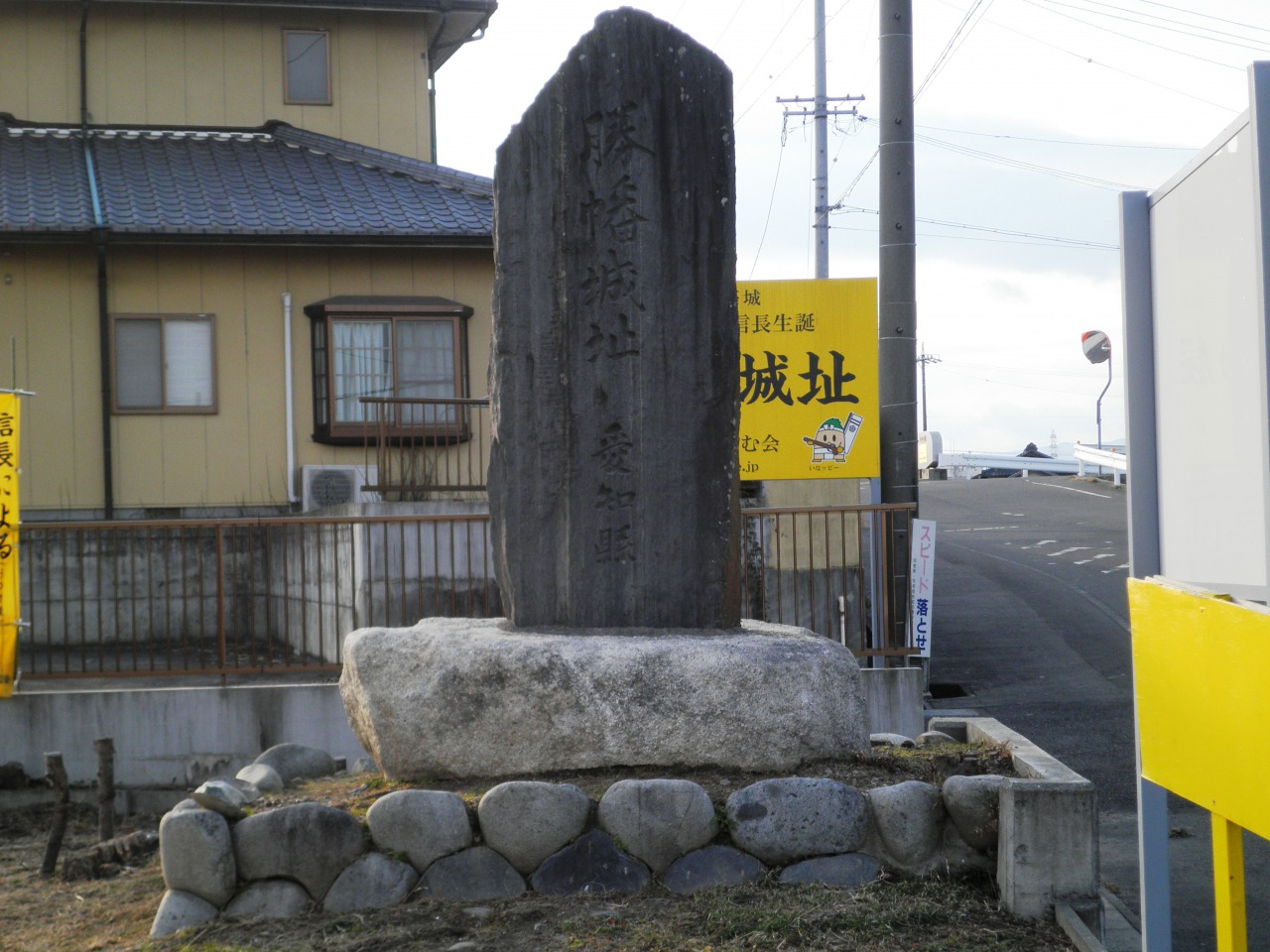
مکان قلعه

قلعه شوباتا (به ژاپنی: 勝幡城) نام یک قلعه ژاپنی در دوره سنگوکو در ولایت اواری بود. مکان امروزی قلعه در استان آیچی آیسای، آیچی قرار دارد. این قلعه توسط اودا نوبوسادا پدربزرگ اودا نوبوناگا ساخته شده است. بنابر فرضیه‌ای که مورد قبول بیشتر محققان است، اودا نوبوناگا در این قلعه متولد شده است. فرضیه ضعیف تر مبنی بر این است که نوبوناگا در قلعه ناگویا (ولایت اواری) متولد شده است.